# Acritus helferi
Acritus helferi är en skalbaggsart som beskrevs av Reichardt 1932. Acritus helferi ingår i släktet Acritus och familjen stumpbaggar. Inga underarter finns listade i Catalogue of Life.